# A restei római katolikus templom orgonája

A restei római katolikus templom orgonája kétmanuálos, pedálos, 17 regiszteres orgona. Reste, a Szlovákiában található nagyrészt magyarok lakta település római katolikus templomának orgonáját 2013-ban építette a Pécsi Orgonaépítő Manufaktúra Kft. Az orgona designját Magyar Kézműves Remek díjjal tüntették ki 2015-ben.

## Az építés
2011 tavaszán merült fel az igény a község új római katolikus templomába építendő orgonára. A feladat az épülő templomba, annak belsőépítészeti architektúrájába illeszkedő megjelenésű, új, mechanikus orgona építése volt, amely hangzásával a templomteret betölti, funkciójában pedig a liturgia szolgálatán túl koncertezésre is alkalmas.
A kis, ékszerdoboz-szerű templomba modern, egyedi megjelenésű hangszert tervezett Budavári Attila orgonaépítő mester, a Pécsi Orgonaépítő Manufaktúra Kft. ügyvezetője. Az orgonát 2012 őszén szentelték fel, teljes mértékben magyar termék a Pécsi Orgonaépítő Manufaktúra műhelyeiben készült.

## Az orgona
A toronytestben helyet kapott hangszer nemcsak a kivétel nélkül megszólaló homlokzati sípok formabontó elhelyezése miatt különleges, de felépítése is olyan, hogy a torony betonkúpja nem fogja vissza hangzását, sőt, kiteljesíti azt a templomtérben. Ennek eszköze többek között a szárnyak találkozásánál a kúpot átdöfő, abból kiemelkedő vízszintes spanyol trombita csoport is, mely mennyei harsonaként jelenik meg a szárnyak felett. A sípok nemcsak szárnyat formálnak, de végükkel koncentrikusan a hangszeren játszó orgonistára mutatnak kiemelve ezzel, hogy a zenének pusztán eszköze a hangszer, annak szépsége azonban igen jelentős mértékben megszólaltatóján múlik. Azt mondják, hogy az orgona kapocs a föld és a menny között. Ez a hangszer nemcsak hangjában, hanem látványában is szemléltetni hivatott erről alkotott víziót. Az orgona kétmanuálos, 17 regiszteres (sípsoros), mechanikus csúszkaládás, mechanikus játék- és elektronikus regisztertraktúrás hangszer.

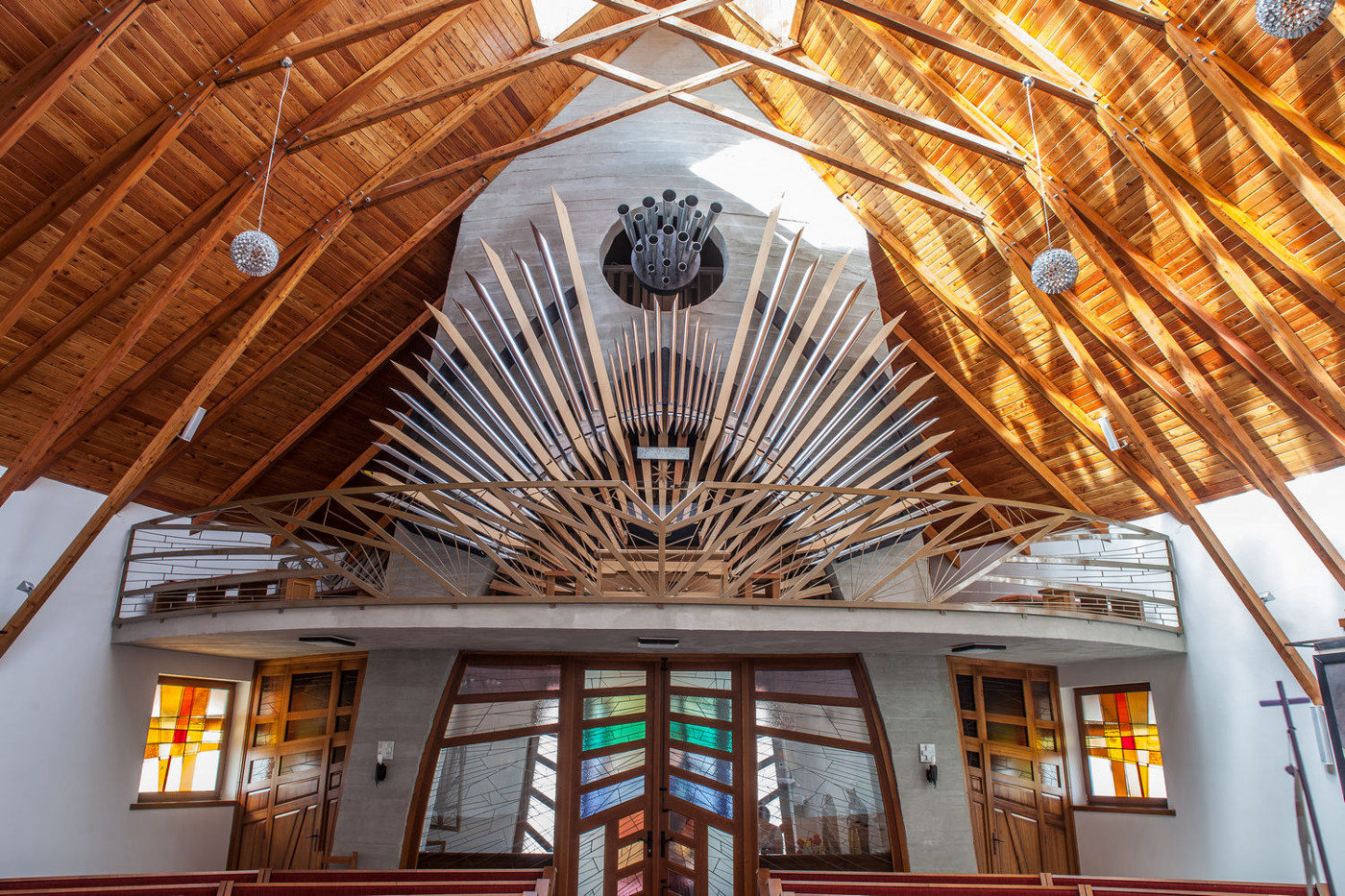
A templom karzata az orgonával
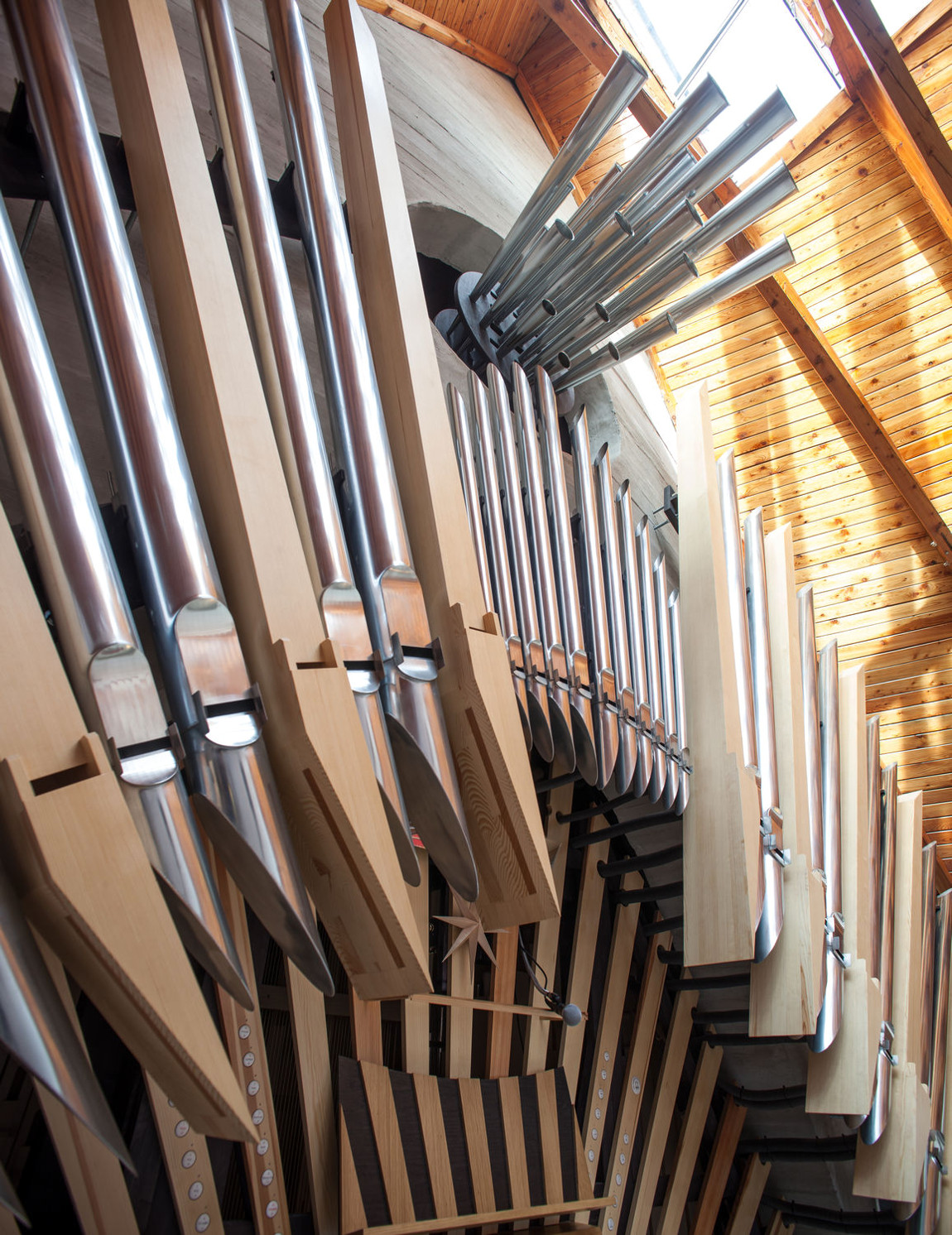
Spanyol trombiták „en chamade”
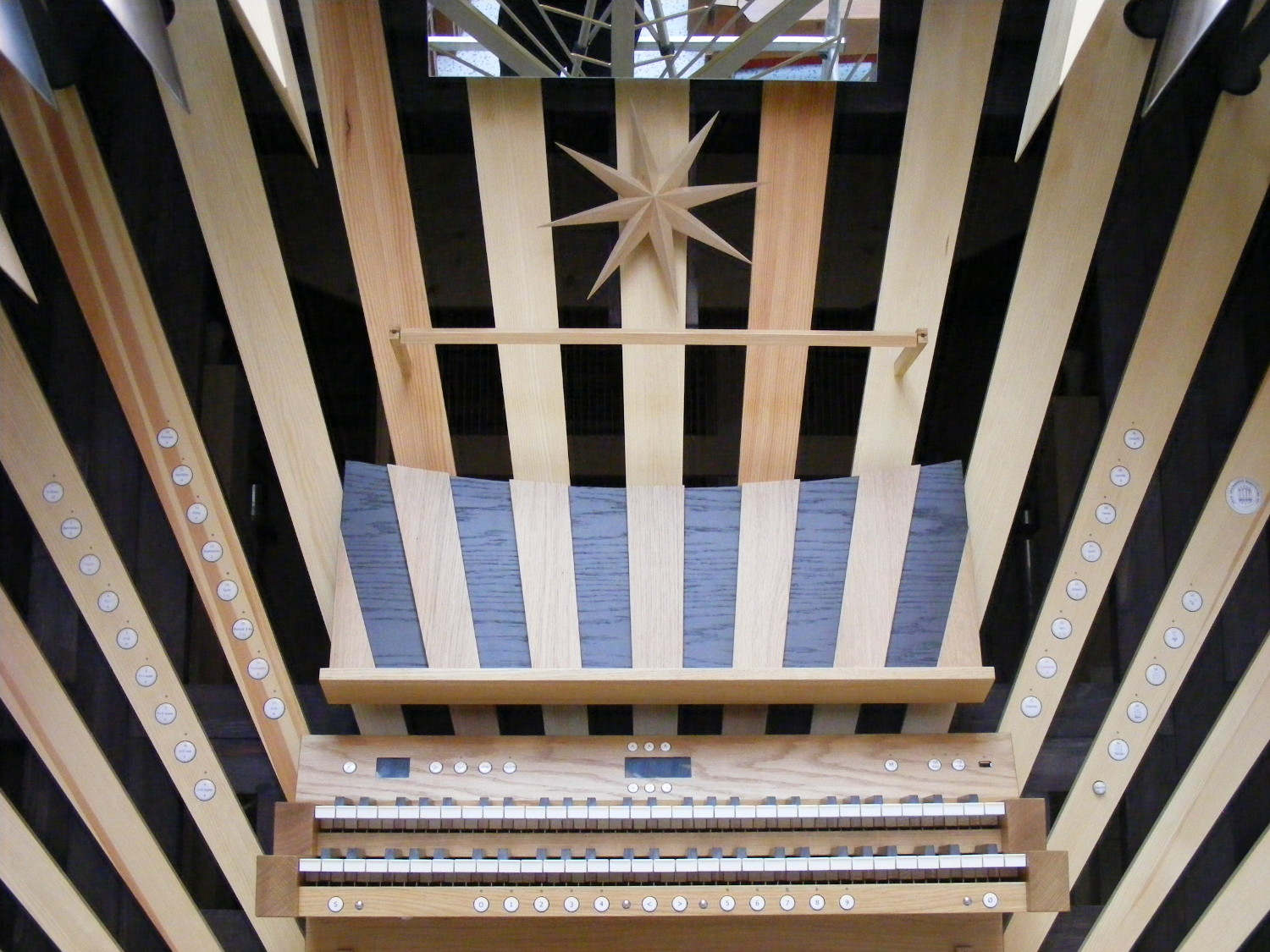
Az orgona játszóasztala

## Diszpozíció[1]
| Pedál (C- f')    | I. manuál (C-g"')  | mellékregiszterek | II. manuál (redőnyben) |
| ---------------- | ------------------ | ----------------- | ---------------------- |
| 1. Subbass 16'   | 4. Principal 8'    | Zimbelstern       | 11. Gedackt            |
| 2. Apertabass 8' | 5. Hohlflöte 8'    | Nachtigall        | 12. Gamba              |
| 3. Fagott 16'    | 6. Octav 4'        | Trommel           | 13. Flauta             |
| I + P            | 7. Superoctav 2'   |                   | 14. Quint              |
| II + P           | 8. Quint 1 1/2'    |                   | 15. Octavin            |
|                  | 9. Mixtura 2–3× 1' |                   | 16. Terc               |
|                  | 10. Trompette 8'   |                   | 17. Cromorne           |
|                  | II + I             |                   | Tremolo                |
|                  | II + I sub         |                   |                        |

## Díjak, kitüntetések
- Magyar Kézműves Remek, 2015[6]